# 1277
Portal Geschichte | Portal Biografien | Aktuelle Ereignisse | Jahreskalender | Tagesartikel

◄ |
12. Jahrhundert |
13. Jahrhundert
| 14. Jahrhundert | ►

◄ |
1240er |
1250er |
1260er |
1270er
| 1280er | 1290er | 1300er | ►

◄◄ |
◄ |
1273 |
1274 |
1275 |
1276 |
1277
| 1278 | 1279 | 1280 | 1281 | ► | ►►
Staatsoberhäupter  · Nekrolog
| Januar | Januar | Januar | Januar | Januar | Januar | Januar | Januar |
| Kw     | Mo     | Di     | Mi     | Do     | Fr     | Sa     | So     |
| ------ | ------ | ------ | ------ | ------ | ------ | ------ | ------ |
| 53     |        |        |        |        | 1      | 2      | 3      |
| 1      | 4      | 5      | 6      | 7      | 8      | 9      | 10     |
| 2      | 11     | 12     | 13     | 14     | 15     | 16     | 17     |
| 3      | 18     | 19     | 20     | 21     | 22     | 23     | 24     |
| 4      | 25     | 26     | 27     | 28     | 29     | 30     | 31     |

| Februar | Februar | Februar | Februar | Februar | Februar | Februar | Februar |
| Kw      | Mo      | Di      | Mi      | Do      | Fr      | Sa      | So      |
| ------- | ------- | ------- | ------- | ------- | ------- | ------- | ------- |
| 5       | 1       | 2       | 3       | 4       | 5       | 6       | 7       |
| 6       | 8       | 9       | 10      | 11      | 12      | 13      | 14      |
| 7       | 15      | 16      | 17      | 18      | 19      | 20      | 21      |
| 8       | 22      | 23      | 24      | 25      | 26      | 27      | 28      |

| März | März | März | März | März | März | März | März |
| Kw   | Mo   | Di   | Mi   | Do   | Fr   | Sa   | So   |
| ---- | ---- | ---- | ---- | ---- | ---- | ---- | ---- |
| 9    | 1    | 2    | 3    | 4    | 5    | 6    | 7    |
| 10   | 8    | 9    | 10   | 11   | 12   | 13   | 14   |
| 11   | 15   | 16   | 17   | 18   | 19   | 20   | 21   |
| 12   | 22   | 23   | 24   | 25   | 26   | 27   | 28   |
| 13   | 29   | 30   | 31   |      |      |      |      |

| April | April | April | April | April | April | April | April |
| Kw    | Mo    | Di    | Mi    | Do    | Fr    | Sa    | So    |
| ----- | ----- | ----- | ----- | ----- | ----- | ----- | ----- |
| 13    |       |       |       | 1     | 2     | 3     | 4     |
| 14    | 5     | 6     | 7     | 8     | 9     | 10    | 11    |
| 15    | 12    | 13    | 14    | 15    | 16    | 17    | 18    |
| 16    | 19    | 20    | 21    | 22    | 23    | 24    | 25    |
| 17    | 26    | 27    | 28    | 29    | 30    |       |       |

| Mai | Mai | Mai | Mai | Mai | Mai | Mai | Mai |
| Kw  | Mo  | Di  | Mi  | Do  | Fr  | Sa  | So  |
| --- | --- | --- | --- | --- | --- | --- | --- |
| 17  |     |     |     |     |     | 1   | 2   |
| 18  | 3   | 4   | 5   | 6   | 7   | 8   | 9   |
| 19  | 10  | 11  | 12  | 13  | 14  | 15  | 16  |
| 20  | 17  | 18  | 19  | 20  | 21  | 22  | 23  |
| 21  | 24  | 25  | 26  | 27  | 28  | 29  | 30  |
| 22  | 31  |     |     |     |     |     |     |

| Juni | Juni | Juni | Juni | Juni | Juni | Juni | Juni |
| Kw   | Mo   | Di   | Mi   | Do   | Fr   | Sa   | So   |
| ---- | ---- | ---- | ---- | ---- | ---- | ---- | ---- |
| 22   |      | 1    | 2    | 3    | 4    | 5    | 6    |
| 23   | 7    | 8    | 9    | 10   | 11   | 12   | 13   |
| 24   | 14   | 15   | 16   | 17   | 18   | 19   | 20   |
| 25   | 21   | 22   | 23   | 24   | 25   | 26   | 27   |
| 26   | 28   | 29   | 30   |      |      |      |      |

| Juli | Juli | Juli | Juli | Juli | Juli | Juli | Juli |
| Kw   | Mo   | Di   | Mi   | Do   | Fr   | Sa   | So   |
| ---- | ---- | ---- | ---- | ---- | ---- | ---- | ---- |
| 26   |      |      |      | 1    | 2    | 3    | 4    |
| 27   | 5    | 6    | 7    | 8    | 9    | 10   | 11   |
| 28   | 12   | 13   | 14   | 15   | 16   | 17   | 18   |
| 29   | 19   | 20   | 21   | 22   | 23   | 24   | 25   |
| 30   | 26   | 27   | 28   | 29   | 30   | 31   |      |

| August | August | August | August | August | August | August | August |
| Kw     | Mo     | Di     | Mi     | Do     | Fr     | Sa     | So     |
| ------ | ------ | ------ | ------ | ------ | ------ | ------ | ------ |
| 30     |        |        |        |        |        |        | 1      |
| 31     | 2      | 3      | 4      | 5      | 6      | 7      | 8      |
| 32     | 9      | 10     | 11     | 12     | 13     | 14     | 15     |
| 33     | 16     | 17     | 18     | 19     | 20     | 21     | 22     |
| 34     | 23     | 24     | 25     | 26     | 27     | 28     | 29     |
| 35     | 30     | 31     |        |        |        |        |        |

| September | September | September | September | September | September | September | September |
| Kw        | Mo        | Di        | Mi        | Do        | Fr        | Sa        | So        |
| --------- | --------- | --------- | --------- | --------- | --------- | --------- | --------- |
| 35        |           |           | 1         | 2         | 3         | 4         | 5         |
| 36        | 6         | 7         | 8         | 9         | 10        | 11        | 12        |
| 37        | 13        | 14        | 15        | 16        | 17        | 18        | 19        |
| 38        | 20        | 21        | 22        | 23        | 24        | 25        | 26        |
| 39        | 27        | 28        | 29        | 30        |           |           |           |

| Oktober | Oktober | Oktober | Oktober | Oktober | Oktober | Oktober | Oktober |
| Kw      | Mo      | Di      | Mi      | Do      | Fr      | Sa      | So      |
| ------- | ------- | ------- | ------- | ------- | ------- | ------- | ------- |
| 39      |         |         |         |         | 1       | 2       | 3       |
| 40      | 4       | 5       | 6       | 7       | 8       | 9       | 10      |
| 41      | 11      | 12      | 13      | 14      | 15      | 16      | 17      |
| 42      | 18      | 19      | 20      | 21      | 22      | 23      | 24      |
| 43      | 25      | 26      | 27      | 28      | 29      | 30      | 31      |

| November | November | November | November | November | November | November | November |
| Kw       | Mo       | Di       | Mi       | Do       | Fr       | Sa       | So       |
| -------- | -------- | -------- | -------- | -------- | -------- | -------- | -------- |
| 44       | 1        | 2        | 3        | 4        | 5        | 6        | 7        |
| 45       | 8        | 9        | 10       | 11       | 12       | 13       | 14       |
| 46       | 15       | 16       | 17       | 18       | 19       | 20       | 21       |
| 47       | 22       | 23       | 24       | 25       | 26       | 27       | 28       |
| 48       | 29       | 30       |          |          |          |          |          |

| Dezember | Dezember | Dezember | Dezember | Dezember | Dezember | Dezember | Dezember |
| Kw       | Mo       | Di       | Mi       | Do       | Fr       | Sa       | So       |
| -------- | -------- | -------- | -------- | -------- | -------- | -------- | -------- |
| 48       |          |          | 1        | 2        | 3        | 4        | 5        |
| 49       | 6        | 7        | 8        | 9        | 10       | 11       | 12       |
| 50       | 13       | 14       | 15       | 16       | 17       | 18       | 19       |
| 51       | 20       | 21       | 22       | 23       | 24       | 25       | 26       |
| 52       | 27       | 28       | 29       | 30       | 31       |          |          |

| Januar | Januar | Januar | Januar | Januar | Januar | Januar | Januar |
| Kw     | Mo     | Di     | Mi     | Do     | Fr     | Sa     | So     |
| ------ | ------ | ------ | ------ | ------ | ------ | ------ | ------ |
| 53     |        |        |        |        | 1      | 2      | 3      |
| 1      | 4      | 5      | 6      | 7      | 8      | 9      | 10     |
| 2      | 11     | 12     | 13     | 14     | 15     | 16     | 17     |
| 3      | 18     | 19     | 20     | 21     | 22     | 23     | 24     |
| 4      | 25     | 26     | 27     | 28     | 29     | 30     | 31     |

| Februar | Februar | Februar | Februar | Februar | Februar | Februar | Februar |
| Kw      | Mo      | Di      | Mi      | Do      | Fr      | Sa      | So      |
| ------- | ------- | ------- | ------- | ------- | ------- | ------- | ------- |
| 5       | 1       | 2       | 3       | 4       | 5       | 6       | 7       |
| 6       | 8       | 9       | 10      | 11      | 12      | 13      | 14      |
| 7       | 15      | 16      | 17      | 18      | 19      | 20      | 21      |
| 8       | 22      | 23      | 24      | 25      | 26      | 27      | 28      |

| März | März | März | März | März | März | März | März |
| Kw   | Mo   | Di   | Mi   | Do   | Fr   | Sa   | So   |
| ---- | ---- | ---- | ---- | ---- | ---- | ---- | ---- |
| 9    | 1    | 2    | 3    | 4    | 5    | 6    | 7    |
| 10   | 8    | 9    | 10   | 11   | 12   | 13   | 14   |
| 11   | 15   | 16   | 17   | 18   | 19   | 20   | 21   |
| 12   | 22   | 23   | 24   | 25   | 26   | 27   | 28   |
| 13   | 29   | 30   | 31   |      |      |      |      |

| April | April | April | April | April | April | April | April |
| Kw    | Mo    | Di    | Mi    | Do    | Fr    | Sa    | So    |
| ----- | ----- | ----- | ----- | ----- | ----- | ----- | ----- |
| 13    |       |       |       | 1     | 2     | 3     | 4     |
| 14    | 5     | 6     | 7     | 8     | 9     | 10    | 11    |
| 15    | 12    | 13    | 14    | 15    | 16    | 17    | 18    |
| 16    | 19    | 20    | 21    | 22    | 23    | 24    | 25    |
| 17    | 26    | 27    | 28    | 29    | 30    |       |       |

| Mai | Mai | Mai | Mai | Mai | Mai | Mai | Mai |
| Kw  | Mo  | Di  | Mi  | Do  | Fr  | Sa  | So  |
| --- | --- | --- | --- | --- | --- | --- | --- |
| 17  |     |     |     |     |     | 1   | 2   |
| 18  | 3   | 4   | 5   | 6   | 7   | 8   | 9   |
| 19  | 10  | 11  | 12  | 13  | 14  | 15  | 16  |
| 20  | 17  | 18  | 19  | 20  | 21  | 22  | 23  |
| 21  | 24  | 25  | 26  | 27  | 28  | 29  | 30  |
| 22  | 31  |     |     |     |     |     |     |

| Juni | Juni | Juni | Juni | Juni | Juni | Juni | Juni |
| Kw   | Mo   | Di   | Mi   | Do   | Fr   | Sa   | So   |
| ---- | ---- | ---- | ---- | ---- | ---- | ---- | ---- |
| 22   |      | 1    | 2    | 3    | 4    | 5    | 6    |
| 23   | 7    | 8    | 9    | 10   | 11   | 12   | 13   |
| 24   | 14   | 15   | 16   | 17   | 18   | 19   | 20   |
| 25   | 21   | 22   | 23   | 24   | 25   | 26   | 27   |
| 26   | 28   | 29   | 30   |      |      |      |      |

| Juli | Juli | Juli | Juli | Juli | Juli | Juli | Juli |
| Kw   | Mo   | Di   | Mi   | Do   | Fr   | Sa   | So   |
| ---- | ---- | ---- | ---- | ---- | ---- | ---- | ---- |
| 26   |      |      |      | 1    | 2    | 3    | 4    |
| 27   | 5    | 6    | 7    | 8    | 9    | 10   | 11   |
| 28   | 12   | 13   | 14   | 15   | 16   | 17   | 18   |
| 29   | 19   | 20   | 21   | 22   | 23   | 24   | 25   |
| 30   | 26   | 27   | 28   | 29   | 30   | 31   |      |

| August | August | August | August | August | August | August | August |
| Kw     | Mo     | Di     | Mi     | Do     | Fr     | Sa     | So     |
| ------ | ------ | ------ | ------ | ------ | ------ | ------ | ------ |
| 30     |        |        |        |        |        |        | 1      |
| 31     | 2      | 3      | 4      | 5      | 6      | 7      | 8      |
| 32     | 9      | 10     | 11     | 12     | 13     | 14     | 15     |
| 33     | 16     | 17     | 18     | 19     | 20     | 21     | 22     |
| 34     | 23     | 24     | 25     | 26     | 27     | 28     | 29     |
| 35     | 30     | 31     |        |        |        |        |        |

| September | September | September | September | September | September | September | September |
| Kw        | Mo        | Di        | Mi        | Do        | Fr        | Sa        | So        |
| --------- | --------- | --------- | --------- | --------- | --------- | --------- | --------- |
| 35        |           |           | 1         | 2         | 3         | 4         | 5         |
| 36        | 6         | 7         | 8         | 9         | 10        | 11        | 12        |
| 37        | 13        | 14        | 15        | 16        | 17        | 18        | 19        |
| 38        | 20        | 21        | 22        | 23        | 24        | 25        | 26        |
| 39        | 27        | 28        | 29        | 30        |           |           |           |

| Oktober | Oktober | Oktober | Oktober | Oktober | Oktober | Oktober | Oktober |
| Kw      | Mo      | Di      | Mi      | Do      | Fr      | Sa      | So      |
| ------- | ------- | ------- | ------- | ------- | ------- | ------- | ------- |
| 39      |         |         |         |         | 1       | 2       | 3       |
| 40      | 4       | 5       | 6       | 7       | 8       | 9       | 10      |
| 41      | 11      | 12      | 13      | 14      | 15      | 16      | 17      |
| 42      | 18      | 19      | 20      | 21      | 22      | 23      | 24      |
| 43      | 25      | 26      | 27      | 28      | 29      | 30      | 31      |

| November | November | November | November | November | November | November | November |
| Kw       | Mo       | Di       | Mi       | Do       | Fr       | Sa       | So       |
| -------- | -------- | -------- | -------- | -------- | -------- | -------- | -------- |
| 44       | 1        | 2        | 3        | 4        | 5        | 6        | 7        |
| 45       | 8        | 9        | 10       | 11       | 12       | 13       | 14       |
| 46       | 15       | 16       | 17       | 18       | 19       | 20       | 21       |
| 47       | 22       | 23       | 24       | 25       | 26       | 27       | 28       |
| 48       | 29       | 30       |          |          |          |          |          |

| Dezember | Dezember | Dezember | Dezember | Dezember | Dezember | Dezember | Dezember |
| Kw       | Mo       | Di       | Mi       | Do       | Fr       | Sa       | So       |
| -------- | -------- | -------- | -------- | -------- | -------- | -------- | -------- |
| 48       |          |          | 1        | 2        | 3        | 4        | 5        |
| 49       | 6        | 7        | 8        | 9        | 10       | 11       | 12       |
| 50       | 13       | 14       | 15       | 16       | 17       | 18       | 19       |
| 51       | 20       | 21       | 22       | 23       | 24       | 25       | 26       |
| 52       | 27       | 28       | 29       | 30       | 31       |          |          |

## Ereignisse

### Politik und Weltgeschehen

#### Heiliges Römisches Reich
Hermann II. von Lohn entführt zu Allerheiligen den Grafen Engelbert I. von der Mark auf seine Burg Bredevoort, wo dieser am 16. November an den bei dem Überfall erlittenen Wunden stirbt. Engelberts Sohn Eberhardt rächt den Tod seines Vaters im Folgejahr, Burg Bredevoort wird zerstört, Hermann von Lohn muss sich einer Sühne unterziehen und verliert die dynastische Unabhängigkeit über seine Herrschaft Lohn.

#### England / Wales
- Edward I. von England führt einen ersten Feldzug zur Unterwerfung seines aufsässigen Vasallen Llywelyn ap Gruffydd, des Fürsten von Wales und Gwynedd. Der König sammelt drei Armeen in Chester, Montgomery und Carmarthen, die Führung überträgt er dem William de Beauchamp, 9. Earl of Warwick, in Chester, Roger Mortimer, 1. Baron Mortimer, in Montgomery und Payn de Chaworth, dem Lord von Kidwelly in Carmarthen. Chaworth unternimmt bereits im Januar einen Vorstoß in das Tal des Tywi. Im April und Mai kann er die wichtigsten walisischen Lords in Südwestwales, Gruffydd ap Maredudd und Rhys ap Maredudd zur Aufgabe bewegen, die sich ihm in der Hoffnung ergeben, als Belohnung für ihre Unterwerfung die Gebiete ihrer walisischen Verwandten und Nachbarn zu erhalten. Am 1. Juli leisten Rhys Wyndod und Rhys Fychan sowie Gruffydd, Rhys und Cynan ap Maredudd in Worcester dem König den Lehenseid. Chaworth besetzt Dinefwr Castle, die alte Residenz der Fürsten von Deheubarth, sowie Llandovery, Carreg Cennen Castle und Ceredigion. Er wurde schließlich von Edmund Crouchback, dem Bruder des Königs, abgelöst, der am 25. Juli mit dem Bau von Aberystwyth Castle beginnt.
- Die königlichen Truppen aus Chester besetzen Powys Fadog, wo die walisische Garnison von Dinas Bran die Burg im Mai in Brand setzt, bevor sie in englische Hände fallen kann. Llywelyns neue Burg von Dolforwyn in Mittelwales ergibt sich nach achttägiger Belagerung am 8. April den Truppen Roger Mortimers. Im besetzten Builth beginnt bereits im Mai die Wiedererrichtung von Builth Castle.
- Als der König mit seiner Armee am 15. Juli in Chester erscheint, begleitet von Dafydd, dem Bruder Llywelyns, der nach einer missglückten Verschwörung gegen seinen Bruder seit 1274 im englischen Exil lebt, sind die Verbündeten Llywelyns bereits geschlagen oder haben sich ergeben.

Gwynedd nach dem Frieden von Aberconwy

- Llywelyn erklärt sich im September bereit für Verhandlungen, und am 9. November akzeptiert er seine Niederlage im Vertrag von Aberconwy.

#### Weitere Ereignisse in Europa
- 17. Oktober: Alberto I. della Scala wird nach der Ermordung seines Bruders Mastino I. della Scala durch eine Adelsfraktion Herr von Verona. Er ist der zweite Regent der Stadt aus dem Haus der Scaliger.
- Durch das Konkordat von Tønsberg, einen geschlossenen Vergleich zwischen König Magnus Lagabøte von Norwegen und Jon Raude, Erzbischof von Nidaros, werden die bis dahin bestehenden Privilegien der Kirche in der Rechtsprechung beschnitten und die Kirche der Krone untergeordnet.

#### Asien und Afrika
- China: Etwa 50.000 Anhänger der südlichen Song-Dynastie fliehen vor den Mongolen nach Macau und besiedeln die Region damit erstmals.
- Yahya II. al-Watiq wird Kalif der Hafsiden in Ifrīqiya.

#### Stadtrechte und urkundliche Ersterwähnungen
- In einem Stadtrechtsprivileg bestätigt Herzog Albrecht I. von Braunschweig-Wolfenbüttel der Stadt Hameln umfangreiche Freiheiten und Rechte. In diesem Privileg überlässt der Herzog der Stadt das Judenregal und damit eine wichtige Finanzquelle. Jeder in Hameln wohnende Jude ist dadurch von allen Diensten an dem Herzog befreit, aber der Stadt gegenüber zu den „Diensten eines Bürgers“ verpflichtet, wie Wachdienst und Befestigungsarbeit.
- Alzey und Norden erhalten das Stadtrecht, Ödenburg wird Freie königliche Stadt.
- Erste urkundliche Erwähnung von Berghaupten, Gempen, Hellikon, Landiswil, Mauschbach und Ried bei Kerzers.

### Wirtschaft
- Die Genueser erscheinen mit ihren Galeeren erstmals vor der flandrischen Küste (Brügge). Damit wird neben dem beschwerlichen Landweg allmählich auch die direkte Seeverbindung zwischen Italien und den nordwesteuropäischen Wirtschaftszentren wirksam.

### Kultur
- Erwin von Steinbach beginnt mit dem Bau der Fassade am Straßburger Münster.
- Der noch bestehende Teil der gotischen Sakristei des Kölner Doms wird errichtet.
- 1277/1287: Konrad von Würzburg schreibt die im manieristischen, geblümten Stil geschriebene Marienpreisung Die goldene Schmiede.

### Religion
- 7. März: Étienne Tempier, Bischof von Paris, verbietet insgesamt 219 das Naturgeschehen determinierende oder Bibelaussagen direkt widersprechende Lehren von Aristoteles, Averroes und (1325 widerrufen) Thomas von Aquin. Dieses Verbot gilt bald für ganz Europa nördlich der Alpen; Hochburg des Averroismus wird daraufhin Padua (s. Pariser Verurteilungen).
- 25. November: Giovanni Caëtano-Orsini wird Papst Nikolaus III. als Nachfolger von Johannes XXI., der am 14. Mai in seiner Privatbibliothek von herabstürzendem Gemäuer erschlagen worden ist.
- Ägidius von Rom (Schüler des Thomas von Aquin in Paris bis 1272) erlangt dort wegen seines Eintretens für den Aristotelismus gegenüber dessen Verurteilung erst 1285 einen Lehrstuhl.
- In Norwegen erhält die Kirche Rechte und Freiheiten.

### Katastrophen
- Einer schweren Sturmflut zu Weihnachten fallen 50 Dörfer an der Nordseeküste zum Opfer.

## Geboren

### Geburtsdatum gesichert
- 26. März: Christine Ebner, deutsche Nonne und Mystikerin († 1356)
- 17. April: Michael IX., byzantinischer Mitkaiser († 1320)

### Genaues Geburtsdatum unbekannt
- Bernhard V. zur Lippe, Fürstbischof von Paderborn († 1341)
- Galeazzo I. Visconti, Herr von Mailand († 1328)
- Heinrich VI. von Hohenberg, Fürstabt von Fulda († 1353)
- Margrethe Eriksdatter von Dänemark, Königin von Schweden († 1341)
- Sancho I., König von Mallorca († 1324)
- Sempad von Armenien, König des Armenischen Königreichs von Kilikien († 1308)

### Geboren um 1277
- Gerhard IV., Graf von Holstein-Plön († 1323)
- Isabella von Mar, Ehefrau des schottischen Königs Robert I. († 1296)
- William Zouche, englischer Adeliger († 1352)

## Gestorben

### Todesdatum gesichert
- 11. Januar: Robert V., Graf von Auvergne und Boulogne
- 12. Januar: Philippe de Toucy, Regent des lateinischen Kaiserreichs von Konstantinopel
- 15. Januar: Konrad II. von Sternberg, Erzbischof von Magdeburg (* um 1225)
- 3. März: Folke Johansson, Erzbischof von Uppsala
- 23. März: Eberhard I., Bischof von Worms
- 26. März: Albert von Mußbach, adeliger Domherr in den Fürstbistümern Speyer und Worms
- 1. Mai: Stefan Uroš I., König von Raszien (* um 1220)
- 12. Mai: Rudolf I., Graf von Tübingen
- 14. Mai: Nikolaus I., Herr zu Werle (* um 1210)
- 20. Mai: Johannes XXI., Papst (* um 1205)
- 6. Juni: Simon I., Bischof von Paderborn (* um 1196)
- 23. Juni: Peder Bang, Bischof von Roskilde
- 12./13. Juli: Leo Thundorfer, Bischof von Regensburg (* um 1225)
- 22. September: Witiko VI. von Rosenberg, böhmischer Adeliger
- 29. September: Balian von Arsuf, Herr von Arsuf, Konstabler von Jerusalem, Bailli von Jerusalem (* 1239)
- 26. Oktober: Mastino I. della Scala, Herr von Verona
- 16. November: Engelbert I., Graf von der Mark
- 13. Dezember: Johann I., Herzog zu Braunschweig und Lüneburg (* 1242)

### Genaues Todesdatum unbekannt
- Juni: Nicolas l’Aleman, Herr von Caesarea
- Baibars I., Sultan ´von Ägypten und Syrien (* 1233)
- Boreš z Rýzmburka, tschechischer Adliger und Politiker (* um 1210)
- Dietrich Luf I., Graf von Saarbrücken (* um 1228)
- Hugues de Revel, Großmeister des Johanniterordens
- Irmgard von Braunshorn, deutsche Adelige (* um 1215)
- Jakob Swetoslaw, bulgarischer Boljar und Despot
- Jakob von Batrun, Adliger in der Grafschaft Tripolis
- Johann von Batrun, Herr von Batrun
- Konstantin Tich Assen, Zar von Bulgarien
- Madog ap Gruffydd, Lord von Powys Fadog
- Muhammad I. al-Mustansir, Kalif der Hafsiden in Ifriqiya
- an-Nawawī, arabischer Gelehrter (* 1233)
- Ulrich von Straßburg, deutscher Theologe und Dominikaner (* um 1220)
- Witiko I. von Krumau, böhmischer Adeliger